# La Châtelaine
La Châtelaine ist eine Gemeinde im französischen Département Jura in der Region Bourgogne-Franche-Comté.

## Geographie
La Châtelaine liegt auf 570 m, südöstlich von Arbois und etwa 30 km nordöstlich der Stadt Lons-le-Saunier (Luftlinie). Das Bauerndorf erstreckt sich im Jura, in einer Lichtung im nördlichen Teil des Plateau Lédonien (erstes Juraplateau), östlich des Erosionstals Val de la Cuisance oberhalb der Reculée des Planches.
Die Fläche des 13,17 km² großen Gemeindegebiets umfasst einen Abschnitt des französischen Juras. Fast das gesamte Gebiet wird von der Hochfläche des Plateau Lédonien eingenommen, die durchschnittlich auf 560 m liegt und teils von Acker- und Wiesland, teils von Wald bestanden ist. Die westliche Grenze verläuft meist an der Oberkante des teils von Felswänden durchzogenen Steilhangs, der das tief eingeschnittene Tal der Cuisance umgibt. Besonders markant sind die Felswände der Reculée des Planches und des Cirque du Fer à Cheval, an deren Fuß sich die Karstquellen der Cuisance befinden. Im Westen reicht der Gemeindeboden in die Forêt d’Arbois. Nach Süden und Südosten erstreckt sich das Gemeindeareal in die Forêt des Moidons und in den Bois de la Châtelaine. Hier wird mit 633 m die höchste Erhebung von La Châtelaine erreicht. Das Plateau besitzt keine oberirdischen Fließgewässer, weil das Niederschlagswasser im verkarsteten Untergrund versickert.
Nachbargemeinden von La Châtelaine sind Mesnay im Norden, Ivory und Chilly-sur-Salins im Osten, Valempoulières und Molain im Süden sowie Arbois und Les Planches-près-Arbois im Westen.

## Geschichte
Das Gemeindegebiet von La Châtelaine war bereits in vorgeschichtlicher Zeit besiedelt. Die mittelalterliche Burg wird im 11. Jahrhundert erstmals schriftlich erwähnt. Sie wurde im 14. Jahrhundert restauriert und 1480 von Truppen des Königs Ludwig XI. zerstört. Zusammen mit der Franche-Comté gelangte La Châtelaine mit dem Frieden von Nimwegen 1678 an Frankreich.

## Sehenswürdigkeiten
Die Dorfkirche Saint-Just in La Châtelaine wurde im 17. Jahrhundert erbaut, und der Glockenturm im 19. Jahrhundert hinzugefügt. Sie besitzt eine reiche Ausstattung, darunter eine Statue der heiligen Jungfrau aus Alabaster (16. Jahrhundert), Reliquien und Hostiengefäße aus Silber (17. Jahrhundert). Aus dem 19. Jahrhundert stammt die Kapelle Notre-Dame. 
Von der mittelalterlichen Burg sind Ruinen erhalten. Ein Herrschaftssitz aus dem 19. Jahrhundert befindet sich in einem großen Park. Zu den Natursehenswürdigkeiten zählen der Felszirkus Fer à Cheval und die Reculée des Planches.

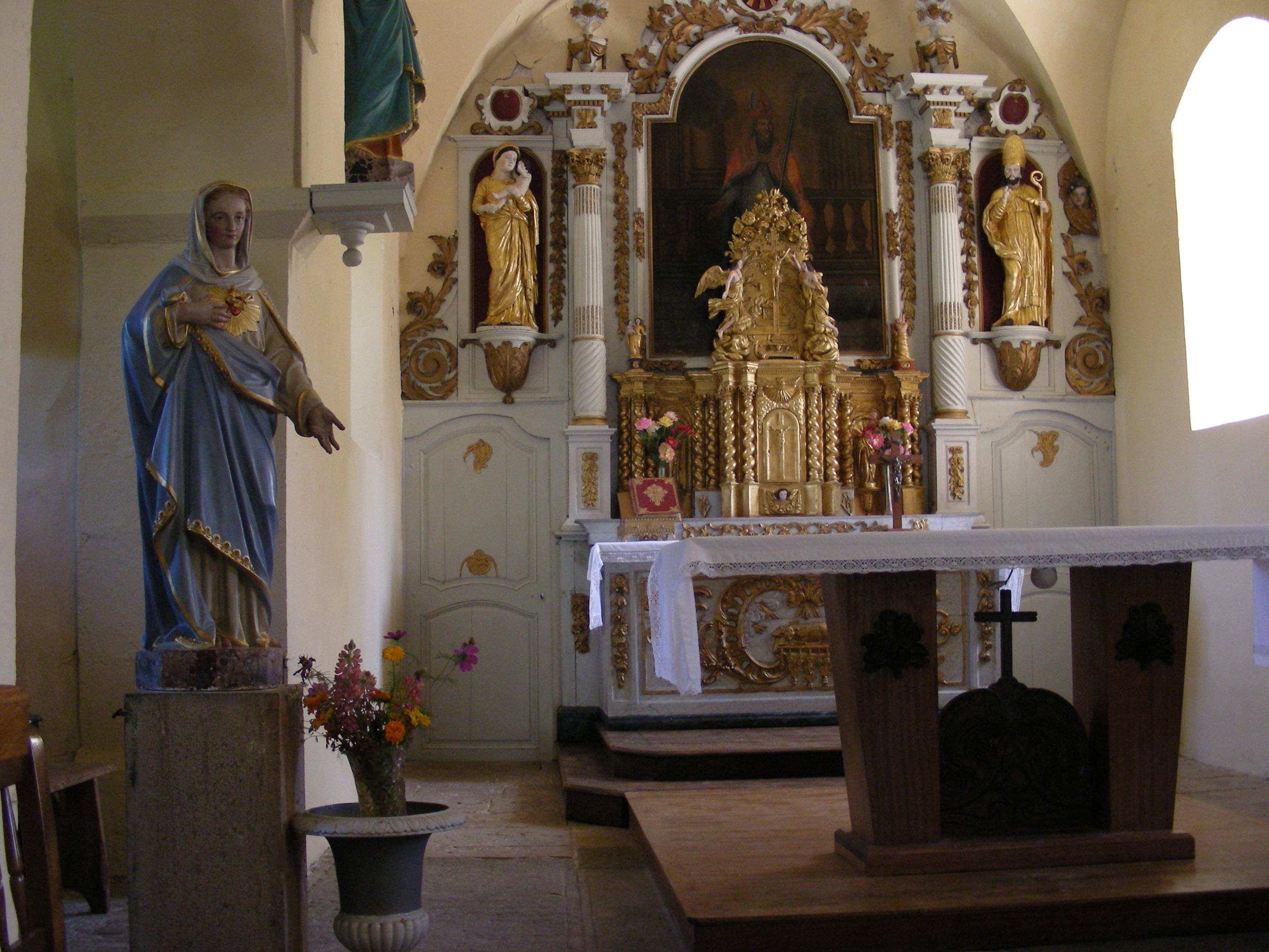
Innenansicht der Kirche Saint-Just
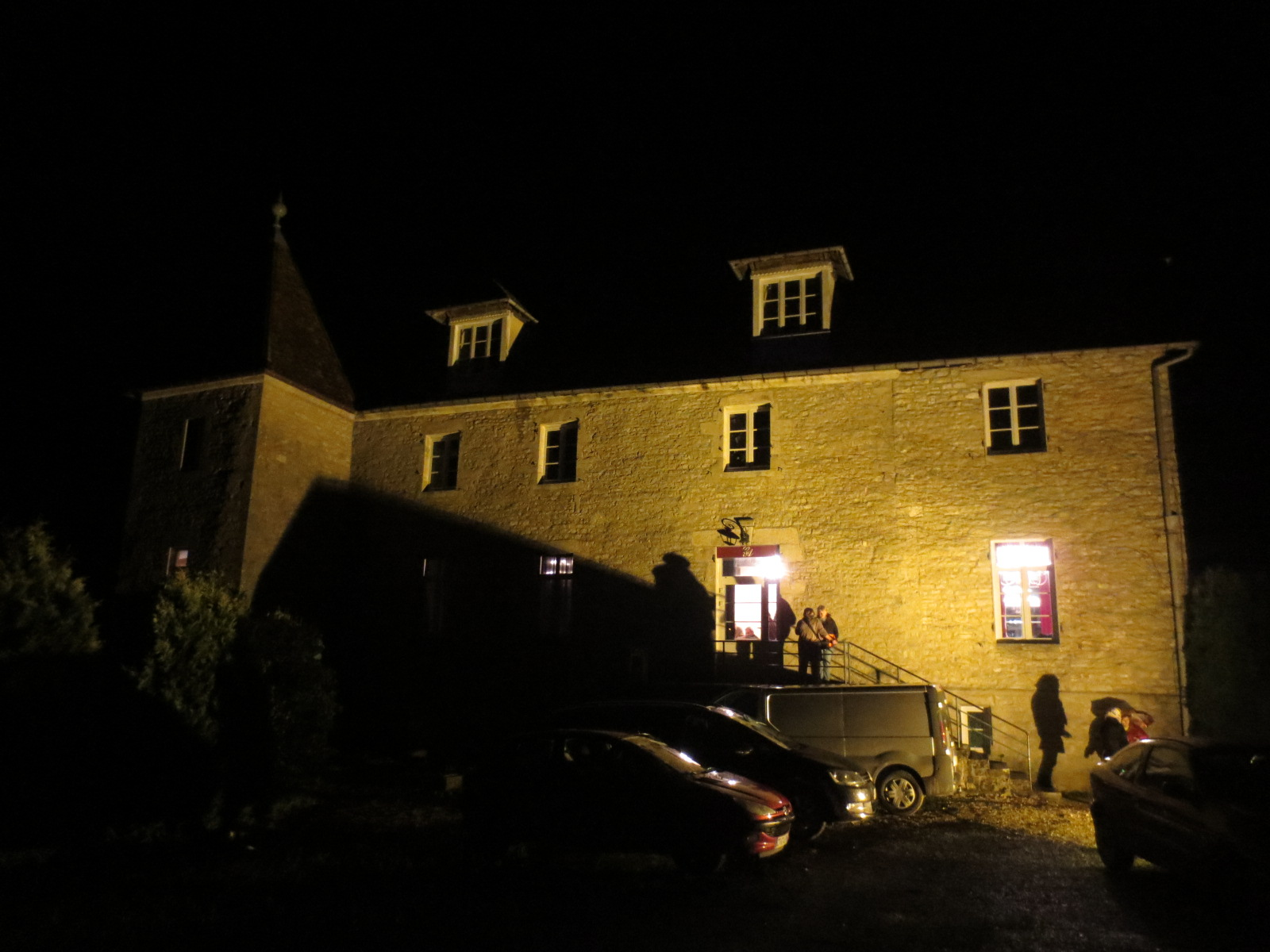
Reste der Burg

## Bevölkerung
| Jahr                       | 1962 | 1968 | 1975 | 1982 | 1990 | 1999 | 2006 | 2017 |
| -------------------------- | ---- | ---- | ---- | ---- | ---- | ---- | ---- | ---- |
| Einwohner                  | 107  | 111  | 108  | 123  | 120  | 133  | 137  | 139  |
| Quellen: Cassini und INSEE |      |      |      |      |      |      |      |      |

Mit 153 Einwohnern (1. Januar 2022) gehört La Châtelaine zu den kleinen Gemeinden des Départements Jura. Nachdem die Einwohnerzahl in der ersten Hälfte des 20. Jahrhunderts markant abgenommen hatte (1896 wurden noch 209 Personen gezählt), wurde seit Mitte der 1970er Jahre insgesamt wieder ein leichtes Bevölkerungswachstum verzeichnet.

## Wirtschaft und Infrastruktur
La Châtelaine war bis weit ins 20. Jahrhundert hinein ein vorwiegend durch die Landwirtschaft und die Forstwirtschaft geprägtes Dorf. Noch heute leben die Bewohner zur Hauptsache von der Tätigkeit im ersten Sektor. Außerhalb des primären Sektors gibt es nur wenige Arbeitsplätze im Dorf. Mittlerweile hat sich das Dorf auch zu einer Wohngemeinde gewandelt. Viele Erwerbstätige sind Wegpendler, die in den größeren Ortschaften der Umgebung ihrer Arbeit nachgehen.
Die Ortschaft liegt abseits der größeren Durchgangsstraßen, ist aber von der Hauptstraße D469, die von Arbois nach Montrond führt, leicht erreichbar. Eine weitere Straßenverbindung besteht mit Ivory.